# Alice in Chains: The Untold Story
Alice in Chains: The Untold Story − książka autorstwa amerykańskiego dziennikarza Davida de Soli, znanego z CNN i Reutersa, będąca biografią zespołu muzycznego Alice in Chains. Została opublikowana 4 sierpnia 2015.
Pod koniec lipca 2015, wydawnictwo Macmillan Publishers udostępniło na swojej oficjalnej stronie internetowej pierwszy rozdział książki. By rzetelniej móc przygotować się do pracy, autor odbył szereg wywiadów z osobami z najbliższego otoczenia zespołu, przeglądał setki stron rejestrów publicznych oraz odbył kilka podróży do rodzinnego miasta grupy − Seattle. W jednym z wywiadów promocyjnych, de Sola przyznał: „Cztery lata temu szukałem książki o Alice in Chains, która nie istniała. To właśnie w tamtym momencie wpadłem na pomysł napisania jej samemu. Napisałem ją jako osoba będąca obiektywna i znajdująca się z zewnątrz, nie jako fan”.

## Opis
Książka Alice in Chains: The Untold Story jest zbiorem informacji zgromadzonych przez dziennikarza Davida de Solę. Autor przeprowadzał wywiady z członkami rodzin muzyków, w tym między innymi z przybraną siostrą Layne’a Staleya Jamie Brooke, ojczymem Jimem i przyrodnim bratem Kenem Elmerem, oraz osobami z branży muzycznej i bliskiego otoczenia zespołu. Autor gromadził informacje ze źródeł, które pozwoliły mu kompleksowo przedstawić dzieje zespołu od momentu powstania. Przeglądał setki stron rejestrów publicznych oraz, jak sam przyznał, odbył pięć lub sześć podróży do Seattle, gdzie spędzał od siedmiu do dziesięciu dni. 5 kwietnia 2012, w 10. rocznicę śmierci Layne’a Staleya, de Sola opublikował na łamach miesięcznika „The Atlantic Monthly” obszerny artykuł poświęcony muzykowi.

## Treść
Książka składa się z kilku rozdziałów, ułożonych w sposób chronologiczny i odpowiadających poszczególnym etapom twórczości i działalności zespołu. Opisuje wczesne dzieje, zarówno przed powstaniem jak i sam proces zakładania zespołu, opisy tras koncertowych, czasy sukcesu komercyjnego w pierwszej połowie lat 90., relacje z branżą muzyczną, etap problemów i upadku zespołu, okres trwania solowej kariery gitarzysty Jerry’ego Cantrella oraz reaktywację z nowym wokalistą William DuVallem. Książka zawiera także informacje dotyczące życia osobistego poszczególnych członków zespołu, porusza w sposób skrupulatny temat śmierci Staleya, który zmarł w kwietniu 2002 z powodu długoletniego uzależnienia od narkotyków, opis życia basisty Mike’a Starra po odejściu z zespołu w 1993 aż do momentu śmierci w marcu 2011.

## Odbiór

### Krytyczny
Autor książki U2: The Definitive Biography John Jobling przyznał: „de Sola wyjaśnia w szczegółach jak Alice in Chains stał się jednym z najważniejszych zespołów, który pojawił się na rockowej scenie Seattle, i rzuca nowe światło na ciemne impulsy napędzające do wielkości jak i tragedii”. Nick Soulsby, autor I Found My Friends: The Oral History of Nirvana, w jednej z wypowiedzi stwierdził: „Wybitna znajomość źródeł dokumentów, połączonych z niesamowitą głębią, wszystkie nowe wywiady są podjęciem pierwszej, prawdziwej i kompleksowej biografii Alice in Chains. Historia łączy muzyczny świat, życie osobiste i wymagania branży wobec zespołu”. Mark Yarm, autor wydanej w 2012 książki Everybody Loves Our Town: An Oral History of Grunge wyznał: „Dobrze przedstawiona historia jednego z najważniejszych i najbardziej wpływowych zespołów jakie pojawiły się na scenie Seattle. Alice in Chains: The Untold Story spodoba się fanom muzyki grunge’owej jak i słuchaczom różnych odmian metalu”.